# فرانسيسكو فينسينزي
فرانسيسكو فينسينزي (بالإيطالية: Francesco Vincenzi)‏ هو لاعب كرة قدم ومدرب كرة قدم إيطالي في مركز الهجوم، ولد في 30 سبتمبر 1956 في بانولو ميلا في إيطاليا. لعب مع إيه سي ميلان ونادي أسكولي ونادي بريشيا ونادي بولونيا ونادي بيستويسي ونادي روما ونادي فاريسي ونادي كومو ونادي ليتشي ونادي مونزا.

## وصلات خارجية
- فرانسيسكو فينسينزي على موقع قاعدة بيانات كرة القدم.إي يو (الإنجليزية)
- فرانسيسكو فينسينزي على موقع عالم كرة القدم.نت (الإنجليزية)